# Giovanni Battista Castagneto
Giovanni Battista Felice Castagneto (Gênova, 27 de novembro de 1851 — Rio de Janeiro, 29 de dezembro de 1900), também conhecido como João Batista Castagneto, foi um pintor, desenhista, professor e restaurador nascido na Itália que contribuiu imensamente com os trabalhos relacionados a paisagística brasileira, principalmente da questão marinha, do final do Século XIX.

## Biografia

### Primeiros passos
Na Itália, em sua cidade natal, Gênova, Giovanni Battista Castagneto era um marinheiro. Exercia a profissão com o pai, Lorenzo Di Gregorio Castagneto. Em 1874, junto ao seu pai, o futuro pintor chegou ao Rio de Janeiro. Sem muitas informações sobre sua aptidão para arte e afazeres na Itália, ao chegar, seu pai o matriculou na Academia Imperial de Belas Artes. Como tinha uma idade avançada, falsificou seus documentos e conseguiu ingressar nas aulas de desenho geométrico, desenho figurativo e matemática, no começo do curso.

Muitos estudiosos e contemporâneos do artista já declaravam seu talento e proatividade em melhorar e incrementar sua produção. Sua produção em relação às marinhas, ao mar, o barco e as pessoas foi objeto de estudo do pintor desde seus tempos. Deixando claro seu amor e sua admiração pelo movimento e pelo ato de navegar, como indicado por Donato Mello Júnior, ao dizer que o pintor “produziu grande parte de sua obra embarcando numa canoa, pintando em fundo de caixas de charutos, sinal de sua pobreza”, que fora criado com isso junto ao seu pai, Lorenzo. Em A Arte Brasileira, livro produzido pelo crítico Gonzaga Duque, em 1888, o autor escreveu: 
"Ele aprendeu consigo próprio. Arranjou uma caixa de tintas, comprou cartões e telas, alugou um bote e partiu para uma viagem à volta das nossas praias. Não quis saber de leis nem de regras. Precisava unicamente da natureza, da natureza vigorosa, para seus estudos de visu. Passava uma falua de velas enfunadas; e, febril, o punho ligeiro, a vista firme, esboçava-a num cartão, em três, quatro segundos. Uma onda corcoveava, contorcia-se, levantava-se rugindo, vinha abater-se às bordas da sua embarcação; pois bem, durante esse tempo os seus pincéis acompanhavam na tela o seu movimento, e quando ela abatia-se, os pincéis cessavam de trabalhar. A onda morria, no mar, fundindo-se com o grosso da água; mas, na tela, ficava viva, tumultuosa, arqueando o dorso, bramindo. Uma rajada de vento soprava de sudoeste: nuvens rolavam no céu; o mar cuspia. E quando à rajada sucedia a quietude, o artista tinha mais uma tela pronta."

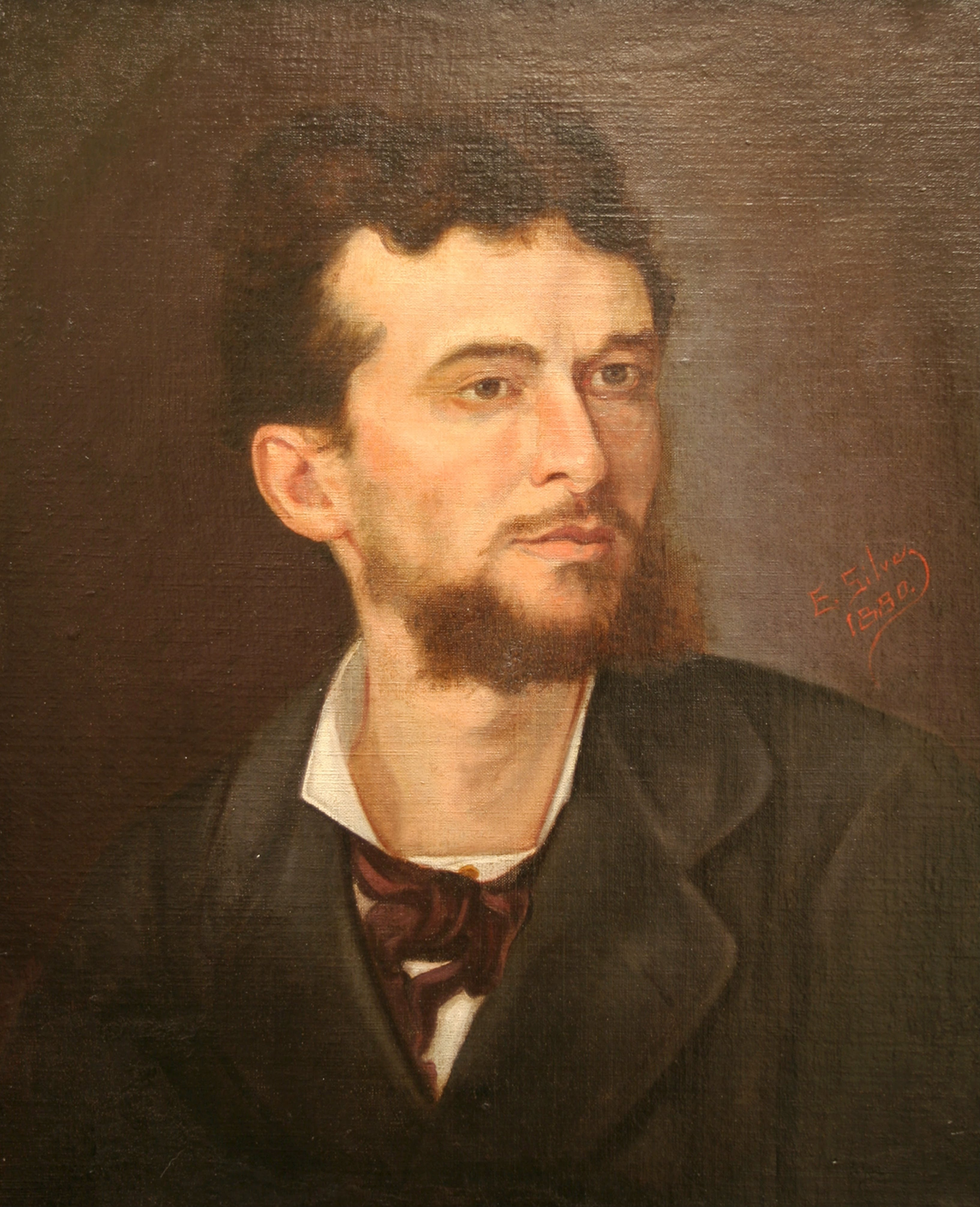
Giovanni Battista Felice Castagneto (Foto: Estevão Silva, 1880. "Retrato do pintor Castagneto)

Nas aulas, Castagneto se destacava e chamava atenção de seus professores. Alguns deles como Victor Meirelles e João Zeferino da Costa. Zeferino, em 1883, o chamou para trabalhar nas obras de reforma da Igreja da Candelária. Como assistente, Castagneto passou a melhorar suas aptidões e logo em seguida, em julho daquele ano, passou a dar aula de desenho em algumas escolas locais.

### Primeira exposição
De 1882 a 1884, Castagneto foi instruído por Georg Grimm. Trabalho junto ao pintor e, após a quebra de Grimm com a Academia Brasileira, Giovanni ajudou-o a estabelecer o estúdio do Grupo Grimm na praia de Boa Viagem, em Niterói, se tornando o primeiro membro do grupo, que depois contaria com Antônio Parreiras e Hipólito Boaventura Caron.
A prova que Castagneto já se destacava em entre os alunos da Academia veio em 1884, quando, junto ao pintor Georg Grimm, conquistou medalha de ouro na Exposição Geral de Belas Artes. Causou espanto, a surpresa foi grande e consagrou-se definitivamente como pintor após esta conquista.
Com isso, alguns afazeres vieram. Castagneto passou a lecionar também no Liceu de Artes e Ofício do Rio de Janeiro e no Liceu de Niterói.  Com seu desempenho e constante melhoria, após três exposições produzidas, em 1886 conquistou seu lugar no Liceu Nilo Peçanha, em Niterói, e conseguiu expor suas obras individualmente pela primeira vez em sua vida, na Casa Vieitas, onde já havia exposto junto com outros pintores.  Nesta exposição algumas obras, como Praia de Santa Luzia, Porto do Rio de Janeiro, Praia e Igreja de Santa Luzia, Santa Casa de Misericórdia e Praia de Santa Luzia no Rio de Janeiro, Faluas Ancoradas na Ponta do Caju no Rio de Janeiro, Embarcações atracadas a um cais na Baía do Rio de Janeiro, Praia e Igreja de Santa Luzia (2), Marinha com Barco, Canoa a seco na Praia em Angra dos Reis, Rua de Santa Luzia, Rio de Janeiro, Embarcações ancoradas no Porto do Rio de Janeiro, Pedras à Beira Mar na Praia de Icaraí, Estação de Bondes e Cocheiras da Linha de Carris Vila Guarani na Antiga Praia Formosa, Navio Ancorado, Praia de Santa Luzia a Noite, No Varadouro – Rio de Janeiro, no Varadouro – Angra dos Reis, Niterói, marinha com barco e Marinha já estavam prontas para exposição.
No ano seguinte, Castagneto deixou de lecionar no Liceu de Artes e Ofício do Rio de Janeiro e expôs na Glace Élégante. As críticas que os jornais promoveram “causaram profunda amargura no artista” segundo Gonzaga Duque, o que fez com que a produção tornou-se irregular e o artista parasse certo período de produzir suas obras. Mesmo com esses empecilhos e uma vida desregrada já neste início, em 1890, o artista expõe seu trabalho na redação do jornal O Farol, em Juiz de Fora, Minas Gerais. Após este feito, parte rumo à França, com ajuda dos amigos que o incentivam a viajar em virtude de maior aprendizado mediante sua obra já produzida.

### A retomada de Castagneto
Na França, Castagneto tem suas primeiras experiências em Paris. Logo nos primeiros contatos conheceu o pintor provençal Frédéric Montenard (1849 – 1926), responsável pela recomendação de fixar-se na cidade de Toulon (sua localização está no mapa a direita), apresentando-o ao marinhista François Nardi (1861 – 1936).

Nardi era um artista talentoso e sincero, com quem Castagneto se identificou bastante a ponto de estabelecer convivência frequente e acompanhá-lo, por longos períodos, nas sessões de pintura ao ar livre. Determinados aspectos no tratamento das cores e na percepção da luz, nas obras europeias produzidas por Castagneto entre 1891 e 1893, se devem a uma certa influência temporária exercida por Nardi.

Obras produzidas por Castagneto em sua viagem a Toulon
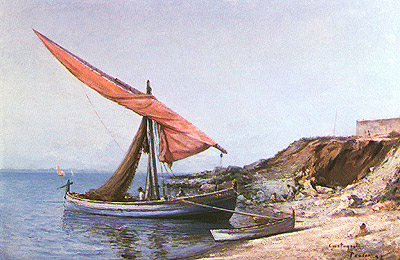
Barco a vela ancorado na paria de Toulon (1892) Coleção Particular
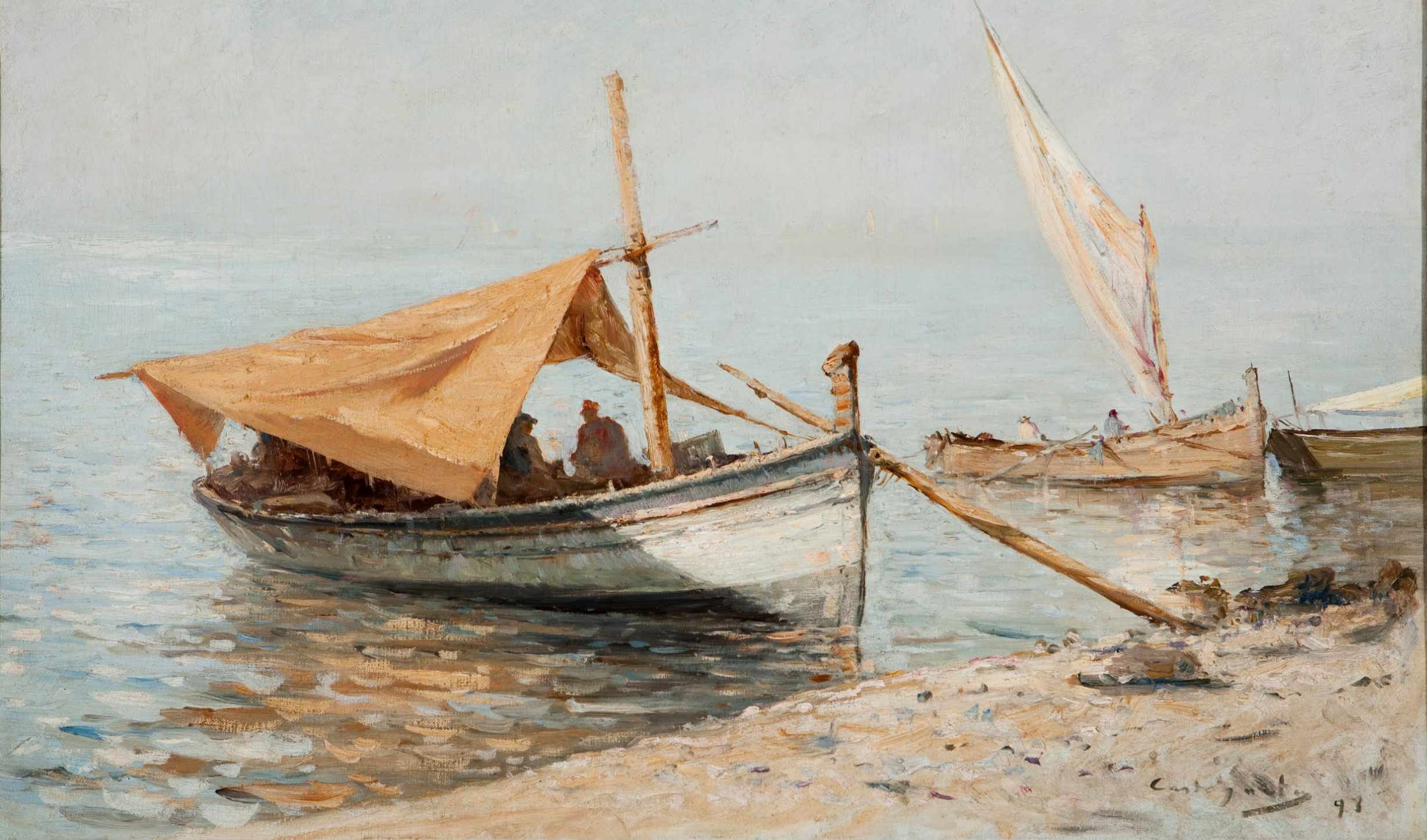
Tarde em Toulon (1893) Pinacoteca do Estado de São Paulo
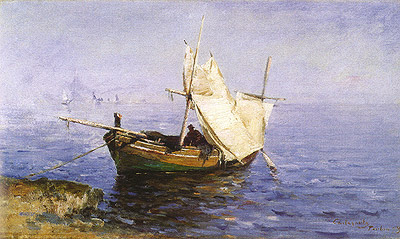
Barco de Pesca Ancorado em Toulon (1893)

Ao voltar para o Brasil, em 1893, o manejo volta. A regularidade torna-se orgulhosa aos olhos do artista e da crítica. Giovanni Castagneto então produz suas obras mais conhecidas, como a Marinha do Barco (1895) e Trecho da Praia de São Roque em Paquetá (1898). O primeiro em viagens pelo Brasil, especificamente em São Paulo, onde percorre os rios que pertencem a cidade em algumas de suas exposições e produções. A vinda de Castagneto a São Paulo foi motivada pelas exposições de Antonio Parreiras e Francisco Aurélio de Figueiredo e Mello, pois ambas obtiveram sucesso de vendas. Como em Paris, Giovanni Battista não tinha predileção pela modernidade. A área urbana foi ignorada pelo autor, que passou o ano de 1895 praticamente entre São Paulo e Santos, onde realizou duas exposições individuais: no salão nobre do Banco União de São Paulo, de junho a aproximadamente agosto e no Salão de Concertos da Paulicéia, em outubro. Nesta época o artista teve grande sucesso de vendas com os colecionadores locais. De São Paulo a Santos, Castagneto passou a pintar trechos de sua viagem em busca das paisagens e da natureza, principalmente pela esfera aquática.

De 1897 a 1898 a ilha de Paquetá foi praticamente seu local de residência permanente. Gonzaga Duque conta que Giovanni Battista Castagneto sempre teve um comportamento rebelde, “parecido com o mar”, que não atendia convenções e era bem boêmio. Sua condição precária e física muito fraca, a falta de cuidado culminou em uma série de doenças. Todavia, sem muitos cuidados e muita embriaguez, o artista faleceu na Casa de Saúde Ferreira Leal, em Botafogo, na cidade do Rio de Janeiro.

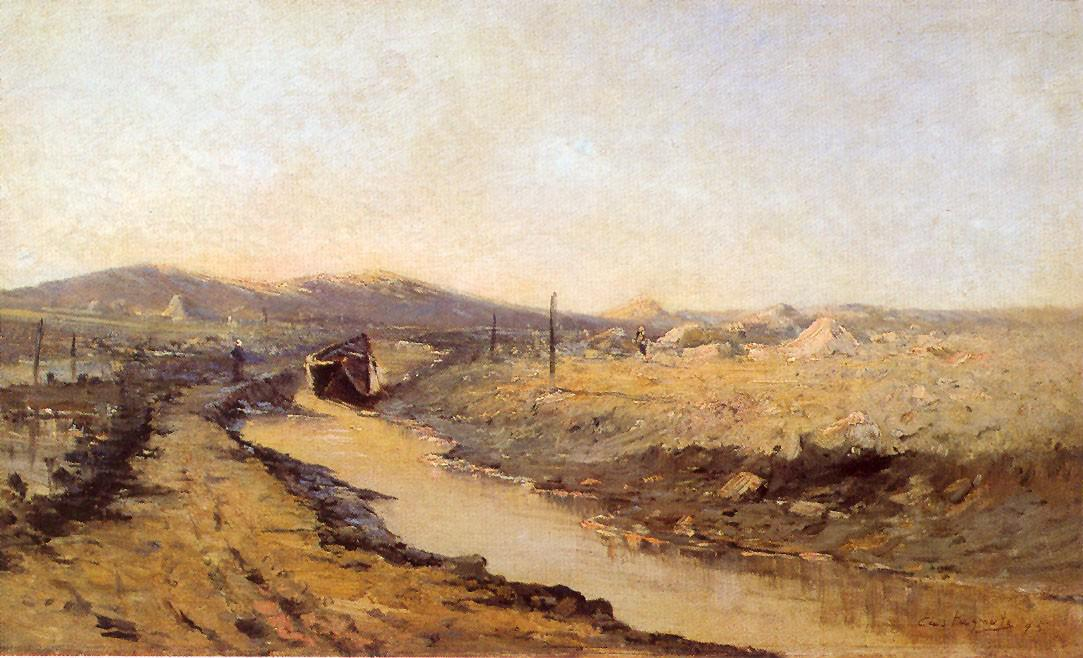
Paisagem com Rio e Barco ao Seco em São Paulo (Ponte Grande) (1895) Museu de Arte de São Paulo (MASP)
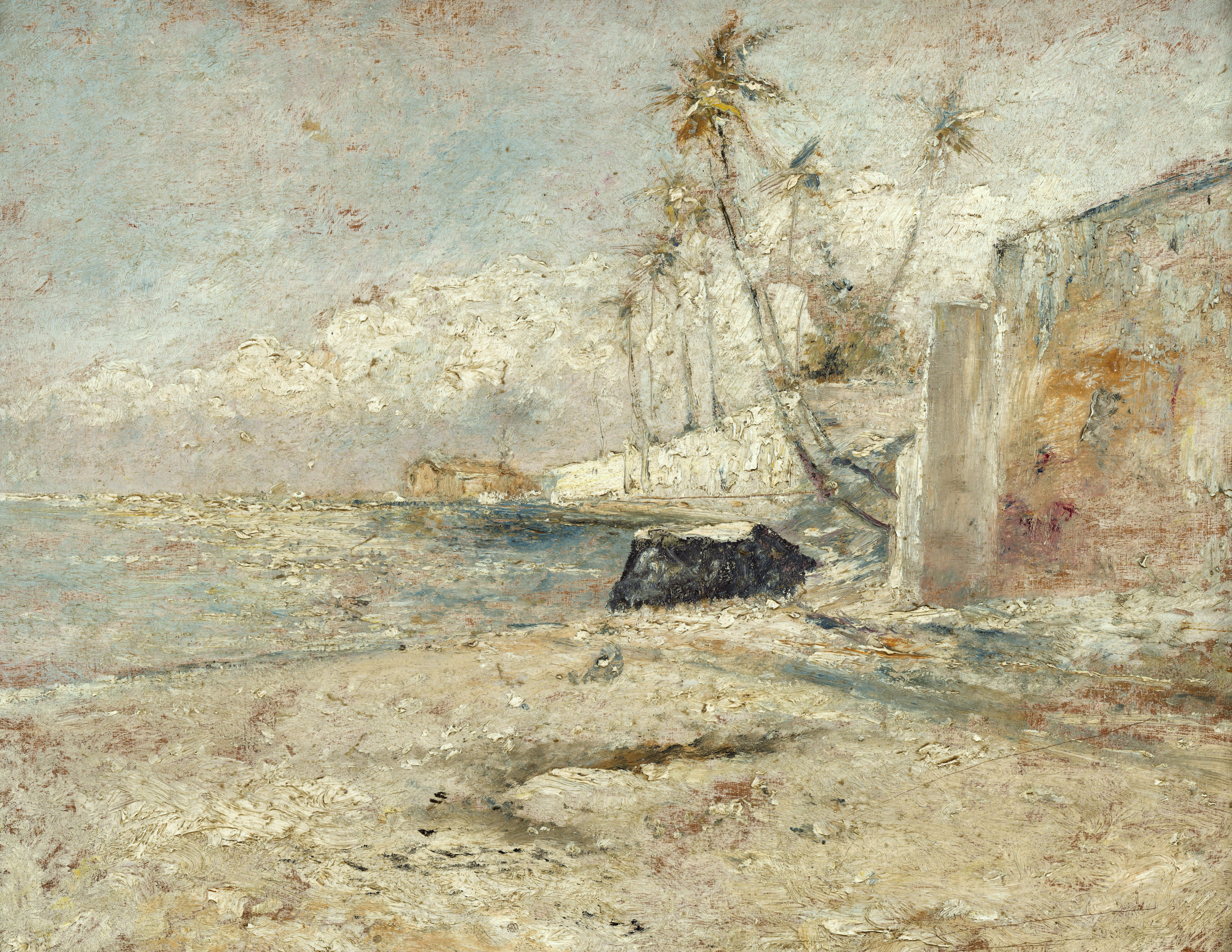
Trecho da praia de São Roque em Paquetá (1898) Museu Nacional de Belas Artes (MNBA), RJ
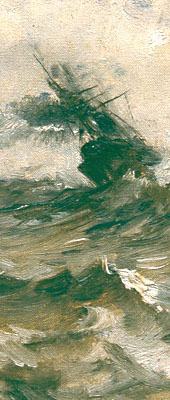
Vapor em alto-mar (detalhe) (1899) Coleção Particula
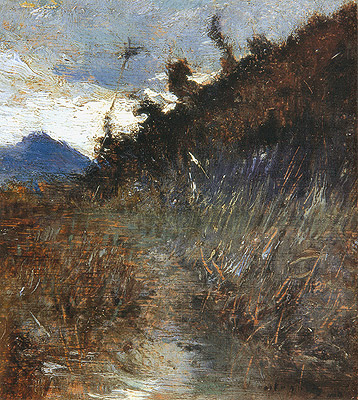
Paisagem (1900)

## Características de sua obra
Algo que permitiu que Castagneto possui-se certa fama e eclodisse no mundo das artes no Rio de Janeiro é o aspecto marinho que se consistia na época. Sua tradição paisagística e amor pela marinha combinavam com os anseios de Dom Pedro II. O artista não pintava quadros enormes como Eduardo De Martino e Gustave James, porém, tinha essa característica específica do mar, diferente dos outros artistas que foram convidados a pintar barcos enormes e paisagens confrontadas com a batalha do Paraguai, por exemplo.

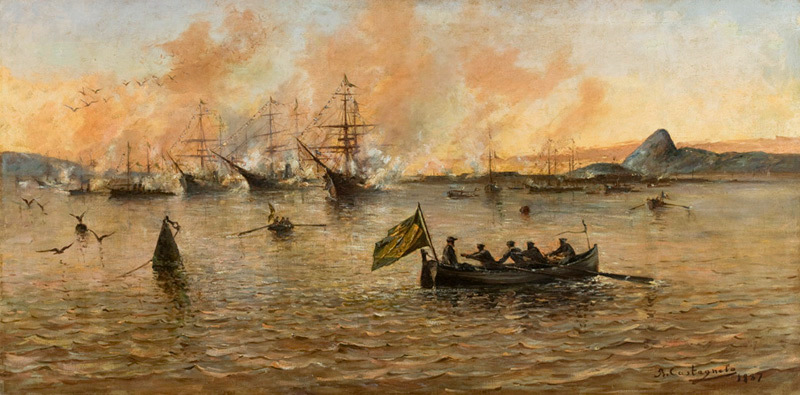
A Grande Gala na Baía do Rio de Janeiro (1887)

Castagneto possui uma tela com barco enorme, salvo no MASP, intitulado A Grande Gala na Baía do Rio de Janeiro (1887), todavia, é um quadro abruptamente atípico diante de sua obra. Sua autoria sempre remeteu a pequenas embarcações, recantos da praia, baía e a própria marinha, como mostra Gonzaga Duque:
“Toda a atenção do artista convergiu para a vida humilde dos pescadores, para os míseros recantos de beira-mar, onde a paisagem, se não houvesse colmo de gente da pesca, que traduzisse a poesia de sua existência obscura, pudesse lembrá-la pela proximidade da terra”.
No começo de sua arte, Castagneto produz pinturas de acordo com a natureza e principalmente a marinha. O aspecto canônico e arquetípico do navegante pobre na canoa em direção nenhuma apenas com seus materiais para pintura é vivido por Giovanni. Sua experiência no mar e na experiência de vida que teve junto ao seu pai Lorenzo foram aspectos importantes em sua pintura. Principalmente se colocando em certos aspectos dentro de sua obra.
Filho de um lobo-mar, de um velho nauta do Mediterrâneo, deixa claro a preferência pela inconstância do mar. Há um aspecto do impressionismo colocado nessa agressividade das águas marinhas que se debruçam sobre os rochedos, areia e marinha. Todavia, diferente dos aspectos megalomaníacos e medievais, Castagneto tem um aspectos sintético e rápido em sua obra. O suporte improvisado em suas andanças sem rumo estão presentes nesta técnica que era natural, devido a necessidade.
Após o prêmio em 1887 sua obra passou a ter um aspecto mais pessoal diante dos pescadores. Passou a retratar a vida humilde de alguns pescadores que se encontravam no recanto das baías. Os barcos colocados a seco, com maltrapilhos e cangas brancas esticadas, manchadas, em contra partida a navegações grande ao fundo da tela, são aspectos que Castagneto passou a tomar como forma em sua obra. Tudo isso movido a cores padecidas e proximidade com a terra, deixando claro que os recantos eram produzidos para gente da pesca, traduzindo até uma poesia obscura diante do mar já possessivo pelas grandes embarcações.

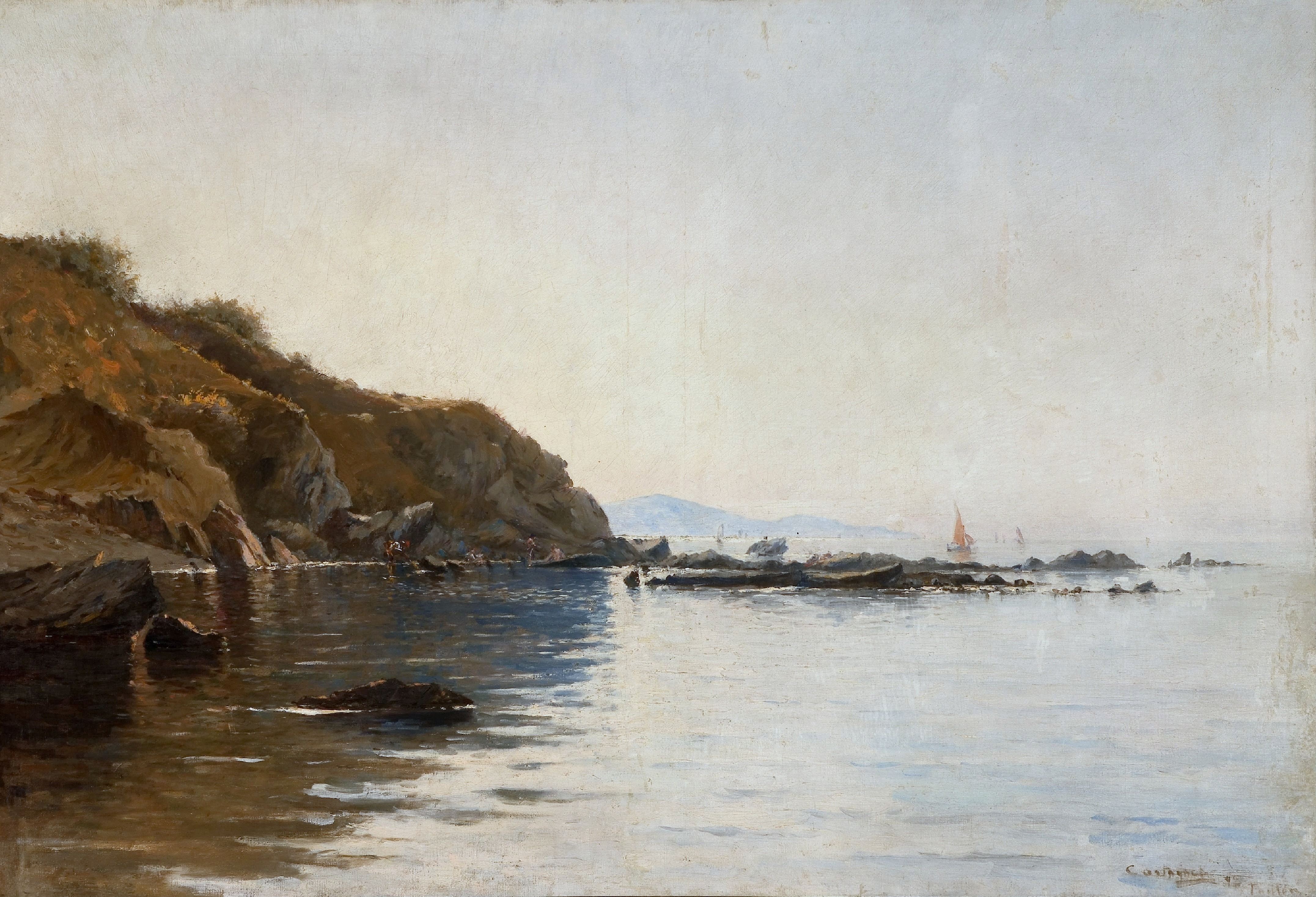
Os efeitos de luz na água foram inovação na viagem de Castagneto, como na obra Vista de Mourillon (1892)

Depois das constantes frustrações e viagem pela França, o traçado de Castagneto volta a tomar forma e simplicidade, todavia, agora conta com novos aspectos pictóricos, cores e também movimentações da água e da praia. Há uma gestualidade maior dentro de seus pincéis, desenhos rigorosos que marca formas e desestruturam-se entre si nesta simplicidade dos acontecimentos nas pinturas:
(...) Ora, é uma marinha de uma tonalidade suave e leve, com um pequeno barco ao centro dando ao conjunto um encanto todo sereno e feliz. Ora, é o rancho da praia coberto de leprosas telhas desmanteladas pelo vento. Aqui é um assunto tomado ao cair da tarde. O sol desaparece, lentamente, do céu; nuvens caliginosas, formadas em massas largas e caprichosas, vagueiam pelo ar; o horizonte tinge-se de uma cor alaranjada, intensa, vívida; ao longe montes azulados, perdidos no silêncio do espaço, como muralhas enormes de uma cidadela invencível. No mar, ao quente reflexo dos últimos raios do sol, de velas abertas às virações repentinas, correm faluas bojudas. Ali é uma vista do arsenal de guerra, apanhada da praia de Santa Luzia. Ao fundo, além, muito além, rola o mar as vagas e vem tumultuoso, irrequieto, espojar-se à praia em um dolente e bruto espreguiçar. O sol banha a natureza. Os telhados e as paredes caiadas das oficinas do arsenal, iluminadas pela luz risonha, parecem dilatar no quadro um longo riso de força diante do mar que geme na areia".
Sempre com formas um tanto quanto pessoais, as pinturas de Castagneto tomaram forma de acordo com o sentido de sua vida. Ao fim de 1896, já com aspectos ébrios e tomado pela boêmia, o autor possuía pinceladas forte e agressivas, de modo progressivo, que Carlos Roberto Maciel Levy indicou como a volta da simplicidade, mas muito mais representativa. Ainda sim, deixa claro o importante momento em que viveu, que, de acordo com o autor, “Castagneto morreu com o único período que, na história, poderia comportar sua arte romântica e aberta; mais cedo, teria sido podada como manifestação de loucura; mais tarde, interpretada como um simplismo piegas e reacionário (...)"

### Fases pictóricas
Em primeiro ponto é claro destacar que Giovanni Castagneto tem um traçado gestual livre, com tendências ao monocromatismo. Seu amor pela navegação provém de seu pai, porém, a natureza e seus aspectos em movimento tem forte tendência de Georg Grimm.
Em sua segunda fase, após sair da Academia de Belas Artes, muitos o destacam como impressionista, porém, neste sentido histórico e positivista, a tentativa de demarcar o autor em escolas é um tanto quanto complicada. Sua sensibilidade, segundo Gonzaga Duque e Maciel Levy deve-se muito ao romantismo, pois interpreta a natureza de acordo com seus sentimentos mais pessoais, como por exemplo a escolha dos barcos e dos pescadores, onde tomam pinceladas impulsivas e violentas para deixar claro o espaçamento farto e o corte de figuras desenhadas. Começam-se a desenhar seus aspectos consolidados após Toulon, onde aprendeu com François Nardi.
Com o francês as tonalidades mudam, os sentimentos de revoltam aumentam, as paletas de cores mudam e os traçados são violentos. Um lirismo que, segundo Gonzaga Duque, aliado a execução rápida entregam o pintor manso e irascível: "Como o mar o seu temperamento é rebelde" e "Como artista ele sente, por uma maneira originalíssima, maneira de que só ele possui o segredo, todo os enlevos, toda a poesia das vagas".

### Questão das séries
Um fato curioso na obra de Castagneto é a que ao longo de sua produção artística, Castagneto realizou uma grande quantidade de obras que repetem um mesmo motivo. Por vezes os elementos são os mesmos e as alterações consistiam no enquadramento do artista, seu tratamento técnico e o suporte no qual utilizava para produzir as telas, assim, muitas vezes mudando o material. O método que o artista utiliza sugere uma questão de pintura em série, principalmente por representar certos locais mais de uma vez, como Paquetá e Niterói, com diferentes pontos de vista. Todavia, não pode ser afirmada, apenas seu objeto de desejo.
A vida bucólica, os pescadores e principalmente a atmosfera marinha são objetos que João Batista não deixa passar. Podemos assim, destacar a modernidade de Castagneto na técnica, já a capacidade de produzir diferentes elementos de uma mesma realidade são ações pela qual não são tão comuns para a época. O ambiente francês parece ter favorecido essa criação e a inovação do artista.

## Curiosidades
- Segundo o biógrafo do pintor, Carlos Roberto Maciel Levy, Castagneto, ao pretender ingressar na Academia, em 1877, já tinha 23 anos. Como contado acima, o pai, ao querer a admissão do filho na Belas Artes, falseou informações ao declarar que residia na Brasil desde 1862 e que Giovanni Battista completara 16 anos de idade. Portanto, Castagneto nasceu em 1851. Desta maneira, ao falecer em 1900, já contava com quase cinquenta anos e não apenas trinta e oito como anteriormente se acreditava.[2]
- Tinha um grau de instrução muito precário, beirando o analfabetismo, como provam os exames que realizou na Academia. Apesar disso, foi aceito como ouvinte.[2]
- Ao total de suas telas, que beiram quase 30 obras cadastradas oficialmente,[13] apenas duas foram encomendadas.[2][7][11]

## Exposições[1]

### Exposições Individuais
- 1886 - Rio de Janeiro RJ - Individual, na Casa Vieitas;
- 1887 - Rio de Janeiro RJ - Individual, na Glace Elégante;
- 1887 - Rio de Janeiro RJ - Individual, na Casa Vieitas;
- 1888 - Rio de Janeiro RJ - Individual, na Glace Elégante;
- 1889 - Rio de Janeiro RJ - Individual, na Glace Elégante;
- 1890 - Juiz de Fora MG - Individual, na redação do jornal O Farol;
- 1890 - Rio de Janeiro RJ - Individual, no salão do jornal O Paiz;
- 1894 - Rio de Janeiro RJ - Individual, na Enba;
- 1895 - São Paulo SP - Individual, no Salão de Concertos da Paulicéia;
- 1895 - São Paulo SP - Individual, no Banco União;
- 1896 - Rio de Janeiro RJ - Mostra, na Papelaria Gomes;
- 1897 - Rio de Janeiro RJ - Mostra, na Papelaria Gomes.

### Exposições Coletivas
- 1884 - Rio de Janeiro RJ - 26ª Exposição Geral de Belas Artes, na Aiba - medalha de ouro;
- 1885 - Rio de Janeiro RJ - Loja Laurent de Wilde: mostra inaugural, na Loja de Laurent de Wilde;
- 1885 - Rio de Janeiro RJ - Castagneto e França Júnior, na Casa Vieitas (Rio de Janeiro, RJ);
- 1887 - Rio de Janeiro RJ - Antônio Parreiras, Castagento e Henrique Bernardelli, no Grêmio de Letras e Artes;
- 1890 - Rio de Janeiro RJ - Exposição Geral de Belas Artes, na Escola Nacional de Belas Artes;
- 1894 - Rio de Janeiro RJ - 1ª Exposição Geral de Belas Artes, na Escola Nacional de Belas Artes;
- 1895 - Rio de Janeiro RJ - 2ª Exposição Geral de Belas Artes, na Escola Nacional de Belas Artes;
- 1898 - Rio de Janeiro RJ - Exposição de Arte Retrospectiva, no Centro Artístico.

### Exposições Póstumas
- 1948 - Rio de Janeiro RJ - Retrospectiva da Pintura no Brasil, no Museu Nacional Belas Artes;
- 1950 - Rio de Janeiro RJ - Um Século de Pintura Brasileira: 1850-1950, no Museu Nacional Belas Artes;
- 1953 - São Paulo SP - 2ª Bienal Internacional de São Paulo, no Pavilhão dos Estados;
- 1961 - Rio de Janeiro RJ - O Rio na Pintura Brasileira, na Biblioteca Estadual da Guanabara;
- 1963 - Assunção (Paraguai) - La Pintura en el Brasil;
- 1970 - São Paulo SP - Pinacoteca do Estado de São Paulo 1970, na Pinacoteca do Estado;
- 1974 - Rio de Janeiro RJ - O Mar, na Galeria Ibeu Copacabana;
- 1977 - Rio de Janeiro RJ - Aspectos da Paisagem Brasileira: 1816-1916, no Museu Nacional Belas Artes;
- 1978 - São Paulo SP - Individual, na Sociarte;
- 1980 - Buenos Aires (Argentina) - Ochenta Años de Arte Brasileño, no Banco Itaú;
- 1980 - Rio de Janeiro RJ - O Grupo Grimm: paisagismo brasileiro no século XIX, na Acervo Galeria de Arte;
- 1980 - São Paulo SP - A Paisagem Brasileira: 1650-1976, no Paço das Artes;
- 1982 - Bauru SP - 80 Anos de Arte Brasileira;
- 1982 - Marília SP - 80 Anos de Arte Brasileira;
- 1982 - Rio de Janeiro RJ - Giovanni Battista Castagneto 1851-1900: o pintor do mar, na Acervo Galeria de Arte;
- 1982 - Rio de Janeiro RJ - Pintores Fluminenses, no MAM/RJ;
- 1982 - São Paulo SP - 80 Anos de Arte Brasileira, no MAB/Faap;
- 1982 - São Paulo, SP - Pintores Italianos no Brasil, no MAM/SP;
- 1983 - Belo Horizonte MG - 80 Anos de Arte Brasileira, na Fundação Clóvis Salgado. Palácio das Artes;
- 1983 - Campinas SP - 80 Anos de Arte Brasileira, no MACC;
- 1983 - Curitiba PR - 80 Anos de Arte Brasileira, no MAC/PR;
- 1983 - Ribeirão Preto SP - 80 Anos de Arte Brasileira;
- 1983 - Santo André SP - 80 Anos de Arte Brasileira, na Prefeitura Municipal de Santo André;
- 1984 - São Paulo SP - Tradição e Ruptura: síntese de arte e cultura brasileiras, na Fundação Bienal;
- 1985 - São Paulo SP - 100 Obras Itaú, no Masp;
- 1986 - São Paulo SP - Dezenovevinte: uma virada no século, na Pinacoteca do Estado;
- 1987 - São Paulo SP - O Brasil Pintado por Mestres Nacionais e Estrangeiros: séculos XVIII - XX, no Masp;
- 1988 - São Paulo SP - Brasiliana: o homem e a terra, na Pinacoteca do Estado;
- 1989 - Fortaleza CE - Arte Brasileira dos Séculos XIX e XX nas Coleções Cearenses: pinturas e desenhos, no Espaço Cultural da Unifor;
- 1989 - Rio de Janeiro RJ - O Rio de Janeiro de Machado de Assis,, no CCBB;
- 1989 - São Paulo SP - Pintura Brasil Século XIX e XX: obras do acervo Banco Itaú, na Itaugaleria;
- 1992 - Rio de Janeiro RJ - Natureza: quatro séculos de arte no Brasil, no CCBB;
- 1993 - Rio de Janeiro RJ - Brasil, 100 Anos de Arte Moderna, no MNBA;
- 1993 - Santos SP - Seis Grandes Pintores, na Pinacoteca Benedito Calixto;
- 1994 - Rio de Janeiro RJ - Iconografia da Paisagem;
- 1994 - São Paulo SP - Um Olhar Crítico sobre o Acervo do Século XIX, na Pinacoteca do Estado;
- 1995 - Campinas SP - Da Marinha à Natureza Morta;
- 1997 - Rio de Janeiro RJ - Giovanni Battista Castagneto: 1851-1900, na Pinakotheke;
- 1998 - Rio de Janeiro RJ - Marinhas em Grandes Coleções Paulistas, no Espaço Cultural da Marinha;
- 2000 - Porto Alegre RS - De Frans Post a Eliseu Visconti: acervo Museu Nacional de Belas Artes - RJ, no Margs;
- 2000 - São Paulo SP - 51º Salão Paulista de Belas Artes, na Assembleia Legislativa do Estado de São Paulo - homenageado;
- 2000 - São Paulo SP - Brasil + 500 Mostra do Redescobrimento, na Fundação Bienal;
- 2001 - São Paulo SP - 30 Mestres da Pintura no Brasil, no Masp;
- 2001 - São Paulo SP - Coleção Aldo Franco, na Pinacoteca do Estado;
- 2001 - São Paulo SP - Museu de Arte Brasileira: 40 anos, no MAB/Faap;
- 2001 - São Paulo SP - Trajetória da Luz na Arte Brasileira, no Itaú Cultural;
- 2002 - Brasília DF - Barão do Rio Branco: sua obra e seu tempo, no Ministério das Relações Exteriores. Palácio do Itamaraty;
- 2002 - Niterói RJ - Arte Brasileira sobre Papel: séculos XIX e XX, no Solar do Jambeiro;
- 2002 - Rio de Janeiro RJ - Arte Brasileira na Coleção Fadel: da inquietação do moderno à autonomia da linguagem, no CCBB;
- 2002 - São Paulo SP - Arte Brasileira na Coleção Fadel: da inquietação do moderno à autonomia da linguagem, no CCBB;
- 2002 - São Paulo SP - Imagem e Identidade: um olhar sobre a história na coleção do Museu de Belas Artes, no Instituto Cultural Banco Santos;
- 2003 - Brasília DF - Arte Brasileira na Coleção Fadel: da inquietação do moderno à autonomia da linguagem, no CCBB.